# Spinatimonomma doriae
Spinatimonomma doriae là một loài bọ cánh cứng trong họ Zopheridae. Loài này được Gestro miêu tả khoa học năm 1872.